# エロ (アルバム)
『エロ』は、山下智久の2枚目のオリジナルアルバム。2012年7月25日にワーナーミュージック・ジャパンから発売された。

## 概要
前作『SUPERGOOD, SUPERBAD』から約1年6か月ぶりのリリースとなるオリジナルアルバム。販売形態は初回限定盤A、B、通常盤、山下智久SHOP限定盤の4種でのリリースで、初回限定盤Aには 「ERO -2012 version-」のPVと本作のスペシャルインタビューが、初回限定盤Bには「ERO -2012 version-」のメイキングと本作のレコーディングドキュメンタリーが収録されている。また、山下智久SHOP限定盤には、エロPのロゴをデザインした男女兼用ボクサーパンツが封入され、話題となった。
タイトルのエロは、山下曰く「カッコいいタイトルじゃつまらない」ことから衝撃的なものを考えていたところ、山下自体がエロっぽく見えるため同タイトルに決定した。なお本作を引っ提げた『TOMOHISA YAMASHITA LIVE TOUR 2012 〜エロP〜』が2012年7月28日から同年8月29日まで開催された。

## 収録曲

### CD
※シングル曲の詳細はそのページを参照。
1. 愛、テキサス [3:32]
作詞：ティカ・α、作曲：永井聖一、編曲：やくしまるえつこ・永井聖一
  - 5thシングル
2. ERO -2012 version- [4:03]
作詞：野島伸司、作曲・編曲：前山田健一
  - 本作のリードトラック

後にベストアルバム「YAMA-P」にも収録された。
3. カリーナ [4:02]
作詞・作曲：ナオト・インティライミ、編曲：大久保薫
4. ロマンチック [5:06]
作詞：micca、作曲：大橋好規
5. Shiver [3:01]
作詞・作曲・編曲：GLORY HILL・JEFF MIYAHARA
6. Hit the Wall [3:40]
作詞・作曲・編曲：山下智久・JEFF MIYAHARA
7. BABY BABY [3:54]
作詞・作曲・編曲：中田ヤスタカ
8. Be The ONE
作詞・作曲：Rake、編曲：小松秀行
9. 僕だけの君に [4:40]
作詞：綾小路翔、作曲・編曲：渋谷慶一郎
10. Turn Off The Lights  [3:45]
作詞：Blaise Plant・Maynard Plant・tax、作曲：Blaise Plant・Maynard Plant、編曲：Blaise Plant
11. 悩みの森の真ん中で [3:31]
作詞・作曲・編曲：漆戸啓
12. 踊る夜 [3:21]
作詞：山下智久・H.U.B.、作曲：山下智久・Zen・Lensei、編曲：山下智久・Zen
通常盤のみ収録。

### DVD

#### 初回限定盤A
1. ERO -2012 version- ＜Music Video＞
2. Album「エロ」Special Interview

#### 初回限定盤B
1. ERO -2012 version- ＜Making Movie＞
2. Album「エロ」Recording Documentary